# Tanja Dajčman
Tanja Dajčman, née le 13 février 1977, est une joueuse slovène de handball. Elle évoluait au poste d'ailière gauche.

## Palmarès
compétitions internationales
- Ligue des champions
  - vainqueur en 2001[2]
  - finaliste en 1999 et 2006
- vainqueur de la supercoupe d'Europe en 2004.

compétitions nationales
- championne de Slovénie en ..., 1999, 2000, 2001, 2002, 2005 et 2006
- vainqueur de la coupe de Slovénie en ..., 1999, 2000, 2001, 2002, 2005 et 2006
- championne de France en 2004
- championne d'Espagne en 2008
- championne de Grèce en 2010